# آنتونیو پروشویچ
آنتونیو پروشویچ (کرواتی: Antonio Perošević؛ زادهٔ ۶ مارس ۱۹۹۲) بازیکن فوتبال اهل کرواسی است.
از باشگاه‌هایی که در آن بازی کرده‌است می‌توان به باشگاه فوتبال اوسیک اشاره کرد.
وی همچنین در تیم‌های ملی فوتبال زیر ۲۰ سال کرواسی، و کرواسی بازی کرده‌است.